# Pteronarcys proteus
Pteronarcys proteus är en bäcksländeart som beskrevs av Newman 1838. Pteronarcys proteus ingår i släktet Pteronarcys och familjen Pteronarcyidae. Inga underarter finns listade i Catalogue of Life.